# Phaegoptera picturata
Phaegoptera picturata är en fjärilsart som beskrevs av Hermann Burmeister 1878. Phaegoptera picturata ingår i släktet Phaegoptera och familjen björnspinnare. Inga underarter finns listade i Catalogue of Life.